# Су Ханьчен
Су Ханьчен (苏汉臣, 1101 — 1161) — китайский художник времён династии Сун.

## Жизнеописание
Родился в 1101 году в г. Кайфэн (в то время столице империи). Происходил из семьи среднего достатка. С детства проявил способности к рисованию. Сначала был частным художником, выполняя заказ различных слоёв. В 1119 году его призвал к себе император Хуэй-цзун, включив его в штат Академии живописи. В том же году получает звание придворного художника и главного по созданию буддистских образов в храмах. Выполнял заказ императора и знати. После вторжения чжурчжэней в Китай в 1125 году перебрался вместе с двором на юг. В 1131 году осел в столице Южной Сун — Линьяне. Здесь провёл остаток жизни, оставаясь в свите императора Гао-цзун.

## Творчество
Су Ханьчен был мастером монументальной и жанровой станковой живописи. Выполнял заказ буддистских и даосистских монастырей и храмов. Однако его росписи не сохранились. Специализировался также на изображении женщин, наивных детских образах. Дети на его картинах всегда живые и милые, нарядно одетые, это говорит о том, что он изображал детей из богатых семей. Наиболее известны его произведения: «Продавец мелочей», «Играющие дети» и «Дети, которые радуются весне», «Дети, играющие в обряд омовения Будды», «Дети, играющие в осеннем саду».